# Kaplice (Litwa)
Kaplice (lit. Panoteriai) – miasteczko na Litwie, w okręgu kowieńskim, w rejonie janowskim; 360 mieszk. (2011). W miasteczku znajduje się kościół, szkoła, urząd pocztowy.
Pierwsza wzmianka o Kaplicach pojawiła się w 1441, kiedy plebania dworu w Siesikach założyła w miejscu miasteczka kaplicę. W latach 1940–1941 i 1944–1953 rząd ZSRR deportował 10 mieszkańców miasteczka. W 1946 w miasteczku powstał kościół.